# Дисульфид церия
Дисульфид церия — бинарное неорганическое соединение 
церия и серы
с формулой CeS2,
кристаллы.

## Получение
- Нагревание стехиометрических количеств чистых веществ:

{\displaystyle {\mathsf {Ce+2S\ {\xrightarrow {1700^{o}C}}\ CeS_{2}}}}

## Физические свойства
Дисульфид церия образует кристаллы нескольких модификаций:
- ромбическая сингония, пространственная группа P nma, параметры ячейки a = 0,8103 нм, b = 1,6221 нм, c = 0,4093 нм, Z = 8, структура типа дисульфида лантана LaS2;
- тетрагональная сингония, пространственная группа P 4/nmm, параметры ячейки a = 0,8115 нм, c = 0,8115÷0,8139 нм, Z = 8, структура типа арсенида дижелеза Fe2As;
- моноклинная сингония, пространственная группа P 21/a, параметры ячейки a = 0,8105 нм, b = 0,4075 нм, c = 0,8097 нм, β = 90,03°, Z = 4;
- ромбическая сингония, пространственная группа P nma, параметры ячейки a = 0,8068 нм, b = 1,6216 нм, c = 0,4095 нм, Z = 8 [1][2][3].

Соединение конгруэнтно плавится при температуре 1700°C.